# Max: The Curse of Brotherhood
Max: The Curse of Brotherhood is een computerspel dat ontwikkeld is door Press Play en uitgegeven door Microsoft Studios op 20 december 2013 voor op de Xbox One. Op 21 mei 2014 werd het spel ook uitgegeven voor op Microsoft Windows en Xbox 360. Het spel is een vervolg op Max & the Magic Marker uit 2010. Op 9 november 2017 komt het spel ook uit op de PlayStation 4.

## Gameplay
Max: The Curse of Brotherhood is een platform- en puzzelspel. Het spel bestaat uit 7 hoofdstukken en 20 missies. Qua verhaallijn zijn alle missies verbonden, om zo een groot verhaal te creëren. Naast de standaard platformspel-elementen bevat dit spel ook magische krachten, om de puzzels op andere manieren te kunnen oplossen.
Zo kan Max:
- pilaren van steen oproepen om hogerop te komen
- bomen laten groeien om bijvoorbeeld hogerop te komen of om te gebruiken bij een wilde rivier
- lianen oproepen waar Max dingen kan mee vastbinden en in kan klimmen
- waterstromingen verplaatsen om naar andere plekken te komen
- magisch vuur oproepen om obstakels mee te vernietigen en vijanden mee te verslaan

## Verhaal
Na een schooldag keert de hoofdpersoon Max terug huis en treft daar zijn broertje Felix aan die in zijn kamer is en zijn speelgoed sloopt. Omdat hij dit niet leuk vindt zoekt Max op internet via een zoekmachine genaamd "Giggle" naar een manier om van zijn broer af te komen. Al snel vindt hij een magische kracht die hem zou kunnen helpen om van zijn broer af te komen. Max spreekt de magische woorden uit en er verschijnt een portaal. Uit dit portaal komt een enorme klauw die Felix naar binnen trekt. Het dringt tot Max door wat hij gedaan heeft en hij springt onmiddellijk achter zijn broertje aan het portaal in om hem terug te halen. Hier moet Max magische monsters en de slechterik Mustacho overwinnen om zijn broer terug te halen.